# Riley Puckett
George Riley Puckett (Alpharetta, 7 mei 1894 - East Point, 14 juli 1946) was een Amerikaanse muzikant en gitarist.

## Jeugd
Riley Puckett was blind, maar werd niet blind geboren. Hij groeide op in Alpharetta. Zijn blindheid werd veroorzaakt door een medische fout tijdens zijn kindheid. Al op vroege leeftijd toonde Puckett zijn muzikaal talent. Hij ging naar de Macon School voor blinden en herkende als eerste de banjo, gevolgd door de piano en de gitaar, waarop hij een onvergelijkbare stijl ontwikkelde. Tijdens zijn jeugd was hij ook vertegenwoordigd op fiddle-concoursen zoals de Atlanta Fiddlers Convention.

## Carrière
In 1922 volbracht Puckett samen met Clayton McMichen en diens Hometown Band zijn eerste openbare optreden bij de radiozender WSB in Atlanta. Al spoedig werd hij een van de populairste muzikanten van de zender en begon als solist op te treden. Met de mandolinespeler Ted Hawkins en de fiddler Lowe Stokes vervoegde hij zich bij McMichens Hometown Band. Bij de radio was hij al als Ball Mountain Caruso bekend en jodelde hij zich in de harten van de luisteraars. Naast Moonshine Kate en haar vader Fiddlin' John Carson was Puckett een van de eerste muzikanten, die optraden bij WSB, hetgeen aanzienlijk bijdroeg aan het succes van de zender, die in 1922 de eerste was in het zuiden van de Verenigde Staten, die op uitzending ging en overeenkomstig vaak werd beluisterd. Tijdens deze periode speelde hij ook als lid van de Hapeville String Band in het programma van de zender.
In 1924 begeleidde hij zijn vriend Gid Tanner naar New York naar Columbia Records. Tanner en Puckett hadden zich in hetzelfde jaar leren kennen in Atlanta, nadat Tanner daarnaar was verhuisd. Beiden namen nu hun eerste platen op bij de Columbia-studio's. Puckett nam onder andere Little Old Log Cabin In The Lane van Fiddlin' John Carson en Steamboat Bill en Rock All Our Babies To Sleep op. Het waren de eerste bekende opnamen, waarbij het Blue Yodeling, een gewijzigde vorm van het alpenlandse jodelen, werd gebruikt. Puckett begeleidde daarnaast Tanner bij diens opnamen op de gitaar. De platen verkochten zich dankzij de Hillbilly-boom van de toenmalige tijd bijzonder goed.
In 1925 volgde een tweede sessie in New York, waarbij onder andere Oh Susanna en You'll Never Miss Your Mother 'Til She's Gone werden opgenomen. Tijdens deze opnamen begeleidde Puckett zichzelf op de gitaar. Hij werd daarmee naast Vernon Dalhart de succesvolste artiest van Columbia Records. Na een jaar kon Puckett zich van de inkomsten van zijn opnamen een nieuwe Ford Model T permitteren, die op de zijkant was gesierd met Pucketts naam. Met deze auto overbrugde Puckett de afstanden naar zijn optredens van en naar New York. Zijn chauffeur was zijn muzikale partner en vriend Ted Hawkins.
In 1925 richtte hij samen met Gid Tanner, Clayton McMichen en Fate Norris de band Gid Tanner & his Skillet Lickers op, waarbij hij als zanger en gitarist werkzaam was. Met de band zou hij in de volgende jaren uitgroeien tot een van de eerste vroege sterren van de hillbilly-muziek. Puckett is op bijna alle opnamen te horen als zanger, uitgezonderd bij die, die Tanner voor zijn rekening nam. In 1926 bracht Puckett bovendien zijn eerste grote hit als solist uit. When You're Gone I Won't Forget was eigenlijk een ballade, die Puckett speelde in countrystijl en waarvan meer dan 50.000 exemplaren van werden verkocht. Ook zijn daaropvolgende publicaties waren buitengewoon succesvol. Verdere hits waren Ida Red (1927) en Red River Valley, dat hij samen opnam met Hugh Cross. Met Cross werkte Puckett in de volgende jaren verder samen, af en toe ook onder de naam The Alabama Barnstormers. Puckett had zich opgewerkt tot een van de succesvolste muzikanten uit zijn tijd.
In 1931 scheidden zich de wegen van de Skillet Lickers naar aanleiding van interne onenigheden. Ondanks de wereldwijde economische crisis en de depressie in de Verenigde Staten werd Pucketts carrière niet geschaad. Als solist kon hij verder hoge plaatverkopen registreren. In 1932 speelde hij onder een synoniem met Clayton McMichen zijn grootste succes My Carolina Home in, waarvan 260.000 exemplaren werden verkocht. Na de afscheiding van de Skillet Lickers toerde hij samen met Clayton McMichen en zijn Georgia Wildcats, nam hij met Bert Layne en Red Jones meerdere platen op, waaronder I Only Want a Buddy, Not a Sweetheart en de St. Louis Blues. Op zijn latere platen werd hij vaak begeleid door Ted Hawkins op de mandoline. In 1934 kwamen de Skillet Lickers weer bijeen met een gedeeltelijke nieuwe bezetting en namen in San Antonio hun laatste nummer op. Puckett was weer gitarist en publiceerde samen met Gid Tanner ook weer enkele singles. Vanaf 1936 toerde hij met 'Daddy' John Love en Bert Layne door de zuidelijke staten en richtte hij zijn eigen tentenshow op. Daarna reisde hij voor de laatste keer naar New York om met Red Jones platen op te nemen, waaronder Altoona Train Wreck, Bring Me Back to My Carolina Home en The Broken Engagement. Tot 1940 betrad hij geen opnamestudio meer. In zijn voorlaatste sessie nam hij enkele popnummers op, waaronder South Of The Border, dat ook werd opgenomen door Gene Autry en The Sons of the Pioneers. In zijn laatste sessie nam hij nog eenmaal drie nummers op, de drie laatsten van zijn leven. Tot aan zijn dood trad Puckett samen in de radio op met de Stone Mountain Boys en was voor een jaar lid van de Tennessee Barn Dance.

## Privéleven en overlijden
Een auto-ongeluk met zijn Ford onderbrak zijn carrière kortstondig. Red Hawkins, die eveneens bij het ongeval betrokken was, moest zes maanden doorbrengen in het ziekenhuis. Puckett leerde tijdens zijn verblijf in het ziekenhuis zijn latere vrouw Blanche Bailey kennen, met wie hij op 18 mei 1925 in het huwelijk trad. In 1930 werd een dochter geboren. Het huwelijk bleef echter niet lang stabiel en nog voor Pucketts dood werd dit weer ontbonden.
Riley Puckett overleed op 14 juni 1946 op 52-jarige leeftijd aan de gevolgen van een bloedvergiftiging. Hij werd postuum in 1982 opgenomen in de Atlanta Country Music Hall of Fame en in 1986 in de Georgia Music Hall of Fame.

## Discografie
Columbia Records
- 1924: Little Old Log Cabin in the Lane / Rock All Our Babies to Sleep (als George Riley Puckett)
- 1924: Buckin’ Mule / Hen Cackle (met Gid Tanner)
- 1924: Casey Jones / Steamboat Bill (als George Riley Puckett)
- 1924: Alabama Gal, Give That Fiddler a Dam / Black Eyed Susie (met Gid Tanner)
- 1924: Johnson’s Old Gray Mule / Chicken Don’t Roost Too Big for Me (met Gid Tanner)
- 1924: Sleep Baby Sleep / Strawberries (als George Riley Puckett)
- 1924: You’ll Never Miss Your Mother ‘Till She’s Gone / Just As the Sun Went Down
- 1924: Sourwood Mountain / Cumberland Gap (met Gid Tanner)
- 1924: Bile Dem Cabbage Down / Fiddler's Convention in Georgia, Part 2
- 1924: Let Me Be Your Sweetheart / Silver Threads Among the Gold
- 1924: Spanish Cavalier / Swanee River (A-kant opgenomen op 12 september 1924, oorsprong van Love Letters in the Sand)
- 1924: We'll Sow Righteous Seed for the Reeper / Where Is My Wandering Boy Tonight
- 1924: Old Black Joe / When You and I Were Young, Mary
- 1924: Oh Susanna / Liza Jane (B-kant als George Riley Puckett)
- 1924: Burglar Man / When I Had But Fifty Cents
- 1924: Always Think of Mother / Down by the Mississippi Shore (met Richard Brooks)
- 1924: Old Joe Clark / Jesse James
- 1925: Drunkard's Dream / Just Break the News to Mother
- 1925: I Wish I Was Single Again / It's Simply to Flirt
- 1925: Whoa Mule / Railroad Bill
- 1925: The Preacher and the Bear / Long Tongue Woman
- 1925: Boston Burglar / Orphan Girl
- 1925: When I'm Gone, You'll Soon Forget / When You're Gone, I Won't Forget
- 1925: Down by the Old Mill Stream / Won't You Come Over to My House
- 1925: I'll Never Get Drunk Anymore / You're Be Surprised
- 1925: To Wed You in the Golden Summertime / Hello Central, Give Me Heaven
- 1925: Send Back My Wedding Ring / Wait Till the Sun Shines, Nellie
- 1926: Wal I Swan / Everbody Works But Father
- 1926: Rock-A-Bye Baby / Sauerkraut
- 1926: I'm Drifting Back to Dreamland / My Carolina Home (B-kant met Bob Nichols)
- 1926: Sally Goodwin / Ida Red
- 1926: Put My Little Shoes Away / Take Me Back to My Carolina
- 1926: Underneath the Mellow Moon / Ring Waltz (met Bob Nichols)
- 1926: Jack and Jill / Down in Arkansas
- 1927: Till We Meet Again / I'm Forever Blowing Bubble (met Bob Nichols)
- 1927: Fuzzy Rag / The Darkey's Wail
- 1927: Little Log Cabin in the Lane / Sleep Baby Sleep
- 1927: Alabama Gal / Fire on the Mountain
- 1927: My Puppy Bud / My Poodle Dog
- 1927: Let the Rest of the World Go By / That Old Irish Mother of Mine (met Bob Nichols)
- 1927: Red River Valley / When You Wore a Tulip (met Hugh Cross)
- 1927: In the Shade of the Old Apple Tree / My Blue Ridge Mountain Queen (met Bob Nichols)
- 1927: Come Be My Rainbow / Red Wing
- 1928: Blue Yodel / Mama Don't Allow No Low Down Riders Here (Blue Yodel als origineel van Jimmie Rodgers)
- 1928: Where the Morning Glories Grow / My Wild Irish Rose (met Hugh Cross)
- 1928: Little Maumee / Breeze
- 1928: Old Molly Hare / Slim Gal (met Clayton McMichen)
- 1928: Trail of the Lonesome Pine / Neath the Old Apple Tree (A-kant met Bob Nichols; B-kant met Clayton McMichen)
- 1928: Away out on the Mountain / Moonshiner's Dream
- 1928: Call Me Back Pal of Mine / Clover Blossoms (met Hugh Cross)
- 1928: Dear Old Dixieland / When the Mapple Leaves Are Falling (met Bob Nichols)
- 1928: Bill Johnson / Paddy, Won't You Drink Some Cider? (met Clayton McMichen)
- 1928: I'm Going to Georgia / On the Other Side of Jordan
- 1928: I'm Going Where the Chilli Winds Blow / Don't Try for It Can't Be Done
- 1929: Carolina Moon / Will You Ever Think of Me
- 1929: Waiting for a Train / I'm up in the Air About Mary (Waiting for a Train als origineel van Jimmie Rodgers)
- 1929: Tuck Me to Sleep / Go Feather Your Nest (met Hugh Cross)
- 1929: McKinley / Don't Let Your Deal Go Down (Don't Let Your Deal Go Down als origineel van Charlie Poole)
- 1929: Gonna Raise a Ruckus Tonight / I'm Going to Settle Down (met Hugh Cross)
- 1929: Tell Me / Smiles (met Hugh Cross)
- 1929: Dissatisfied / Frankie and Johnny
- 1929: McMichen's Reel / Rye Straw (met Clayton McMichen)
- 1930: Dark Town Strutters Ball / Nine Hundred Miles from Home
- 1930: Cumberland Valley Waltz / Done Gone (met Clayton McMichen)
- 1930: Ramblin' Boy / Waiting for the Evenin' Mail
- 1930: Billy in the Low Ground / Sally Johnson (met Lowe Stokes)
- 1930: Moonlight on the Colorado / Somewhere in Old Wyoming
- 1930: Prohibition Yes or No / Prohibition Yes or No #2 (A-kant met Lowe Stokes; B-kant van Clayton McMichen's Melody Men)
- 1930: The Arkansas Sheik / The Farmer's Daughter (met Clayton McMichen)
- 1930: Paw's Old Mule / There's a Hard Time Coming
- 1931: Twenty One Years / All Bound Down Prison
- 1931: Careless Love / East Bound Train
- 1931: Lost Love / Saxophone Waltz (A-kant met Bill Helms; B-kant met Coley Jones)

Bluebird Records
- 1934: Old Spinning Wheel / Waiting for the Evenin' Mail
- 1934: K.C. Railroad / My Carolina Home
- 1934: Kimball Blues / Hop Light Ladies (met Ted Hawkins)
- 1934: I'm Drifting Back to Dreamland / Carless Love
- 1934: Ragged But Right / I'm Getting Ready to Go
- 1934: My Renfro Valley Home / Wednesday Night Waltz
- 1934: My Renfro Valley Home / Wednesday Night Waltz (herpublicatie)
- 1934: Tanner's Boarding House / On Tanner's Farm (met Gid Tanner)
- 1934: Lost Love / I Only Want a Buddy
- 1934: Down in the Valley / Zelma (met Ted Hawkins)
- 1934: Saxophone Blues / Puckett Blues
- 1934: I'm Satisfied / Three Nights Drunk (met Gid Tanner)
- 1934: Four Day Blues / Just as We Used to Do
- 1934: Chain Gang Blues / George Collins
- 1935: Isle of Capri / Roll Back the Carpet
- 1935: My Buddy / Don't Let Your Deal Go Down
- 1935: Put on an Old Pair of Shoes / Nobody's Business
- 1935: Curly Headed Baby / What's the Reason I'm Not Pleasin' You
- 1936: When I Get Too Old to Dream / In a Little Gypsy Tea Room
- 1936: Santa Fe Folk Fiesta / Ole Faithful
- 1936: Back Home in the Smoky Mountains / Bury Me 'Neath the Willow Tree
- 1936: My Old Mule / I Want to Wander on the Cumberland Mountains
- 1937: Carolina Sunshine Girl / Riley's Henhouse Door
- 1939: Let My Peaches Be / Can't Put That Monkey on My Bag
- 1939: Moonlight, Shadows and You / I Wish I Was Single Again
- 1939: I Wish I Was a Single Girl Again / Story of the Preacher and the Bear
- 1939: The Old Apple Tree / Longest Train I Ever Saw
- 1939: That Old Irish Mother of Mine / When Irish Eyes Are Smiling
- 1939: New Givin' Everything Away / Frankie and Johnny
- 1939: When I'm Gone You'll Soon Forget / How Come You Do Me Like You Do
- 1939: Red River Valley / I Told Them All About You
- 1939: Back on the Texas Plains / Way Out There
- 1940: I Get the Blues When It Rains / Tie Me to Your Apron Strings Again
- 1940: Take Me Back to My Boots and Saddle / Oh Johnny Oh
- 1940: South of the Border / Red Sails in the Sunset
- 1940: Whistle and Blow Your Blues Away / Margie
- 1940: When I Grow Too Old to Dream / It's a Sin to Tell a Lie
- 1940: Walking My Baby Back Home / Ma, He's Making Eyes at Me
- 1940: When I'm Back in Tennessee / Get Out and Get Under the Moon
- 1940: Playmates / Nobody's Business
- 1941: Tuck Me to Sleep in My Old Kentucky Home / ?
- 1941: Where the Shy Little Violets Grow / Raolroad Boomer

Decca Records
- 1937: There's More Pretty Girls Than One / There's More Pretty Girls Than One #2 (met Red Jones)
- 1937: Short Life of Trouble / The Cat Came Back (A-kant met Red Jones)
- 1937: Poor Boy / Altoona Freight Wreck (A-kant met Red Jones)
- 1937: Take Me Back to My Carolina Home / Gulf Coast Blues
- 1937: The Broken Engagement / Moonlight on the Colorado (met Red Jones)

- Bibliothèque nationale de France: cb13996980d (data)
- Gemeinsame Normdatei: 118596985
- International Standard Name Identifier: 0000 0000 2497 1224
- Library of Congress Control Number: n78087035
- MusicBrainz: b49bce6f-591f-492f-8c72-8febb32f0855
- SNAC: w6b56whd
- Virtual International Authority File: 45094999
- WorldCat: E39PBJc3Db4GhPJDhTgFbFjpyd